# Make-up und Styling im Synchronschwimmen

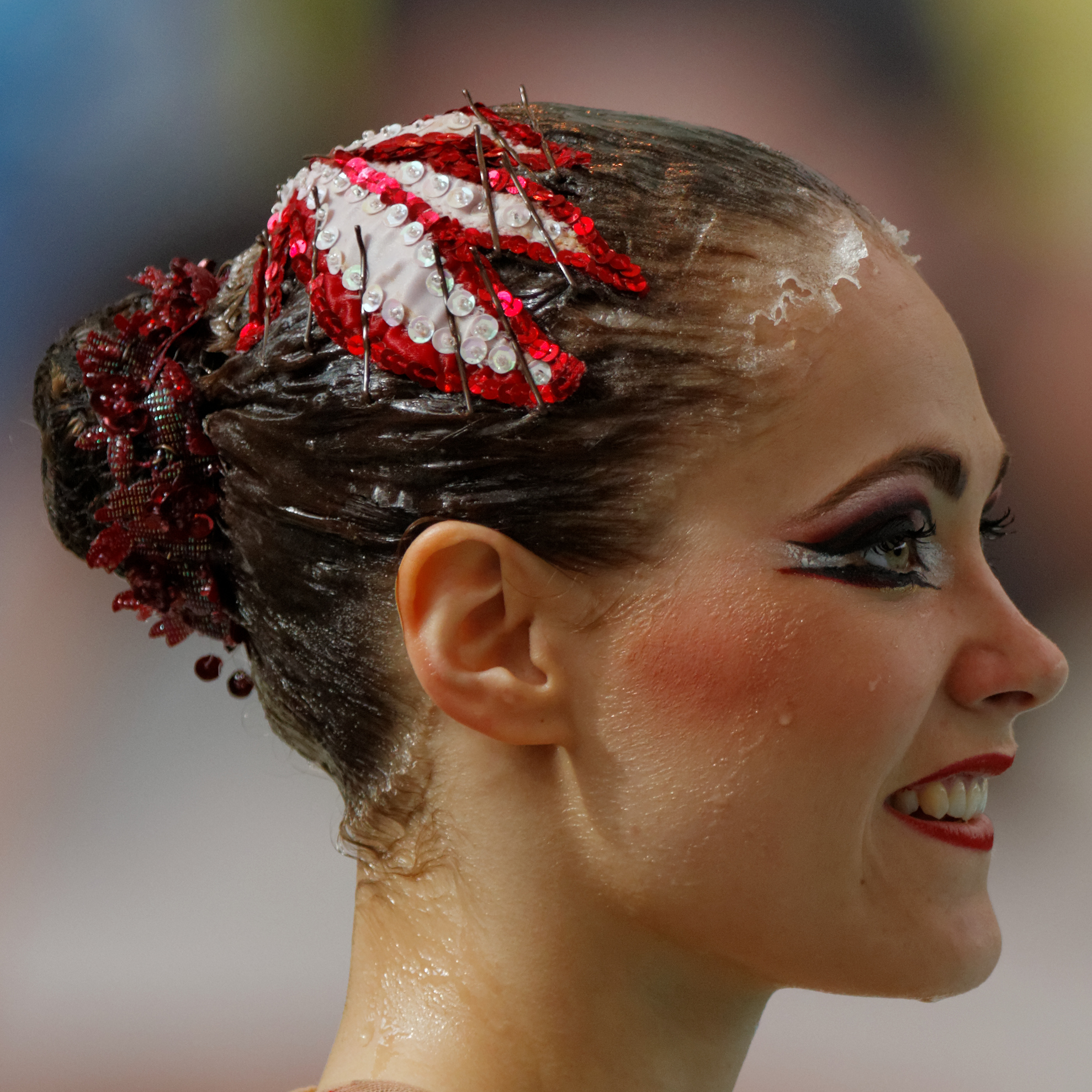
Die schwedische Synchronschwimmerin Malin Gerdin nach einer freien Solo-Übung beim Open Make Up For Ever 2013 in Montreuil, Frankreich. Deutlich erkennbar sind das wasserfeste Make-up und die mit Gelatine fixierte Frisur.

Make-up und Styling im Synchronschwimmen sind neben den technischen und künstlerischen Aspekten ein wesentlicher Bestandteil der Sportart. Sie gehören zur standardisierten Wettkampfvorbereitung und tragen zur visuellen Wirkung und Ausdruckskraft der Darbietung bei.
Das Make-up variiert je nach Wettkampfregeln.

## Bedeutung für die Wettkampfbewertung
Die Bewertung im Synchronschwimmen erfolgt anhand von Kriterien wie Schwierigkeit, technischer Ausführung und künstlerischer Darbietung. Das äußere Erscheinungsbild, insbesondere Make-up und Frisuren, unterstützt die ästhetische Wirkung der Choreografie und wird als Teil der künstlerischen Gesamtpräsentation wahrgenommen.

## Frisur und Haarstyling

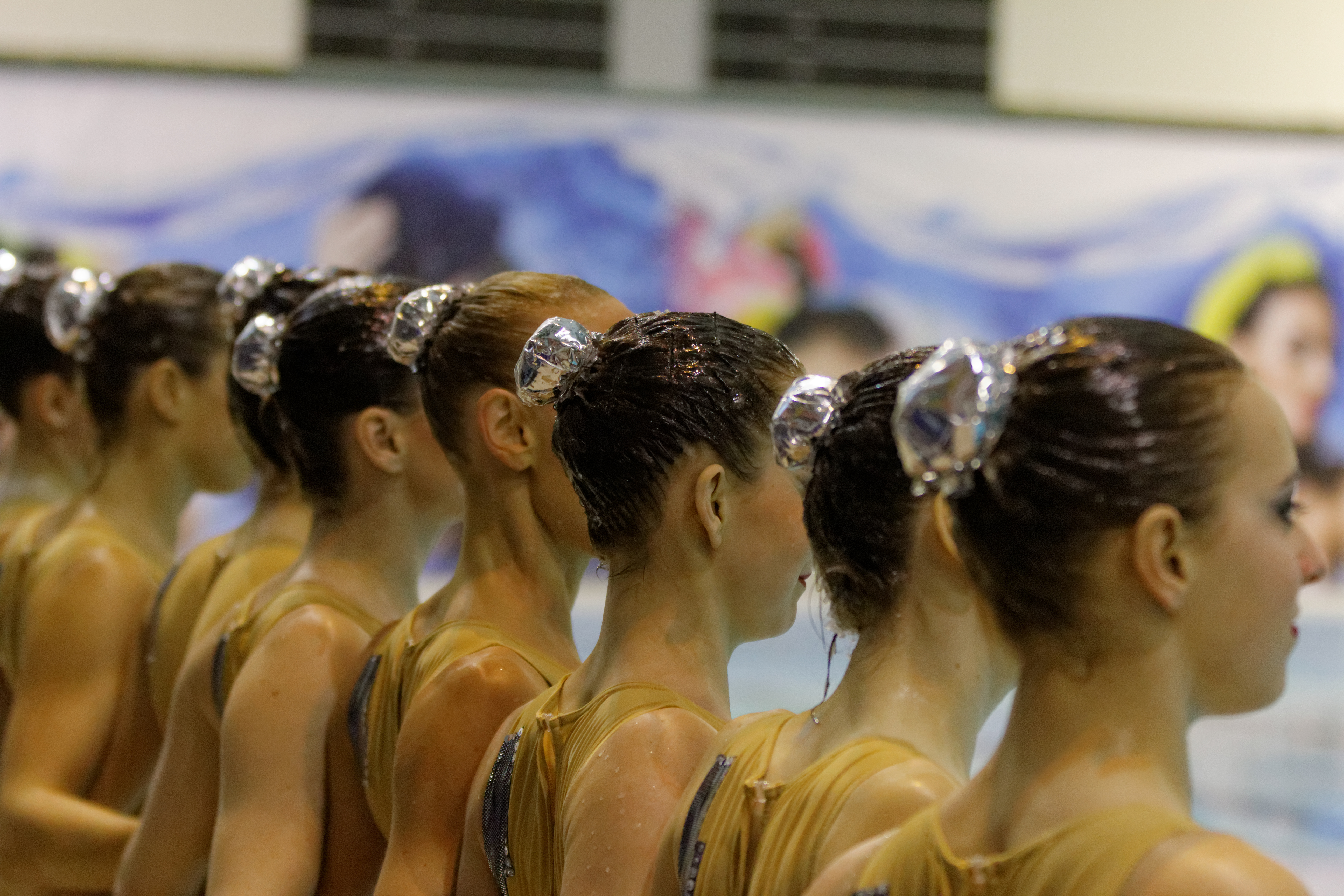
Tschechische Synchronschwimmerinnen beim internationalen Wettkampf 2013. Die Dutts sind fest gesteckt und mit silberfarbenem Haarschmuck verziert.

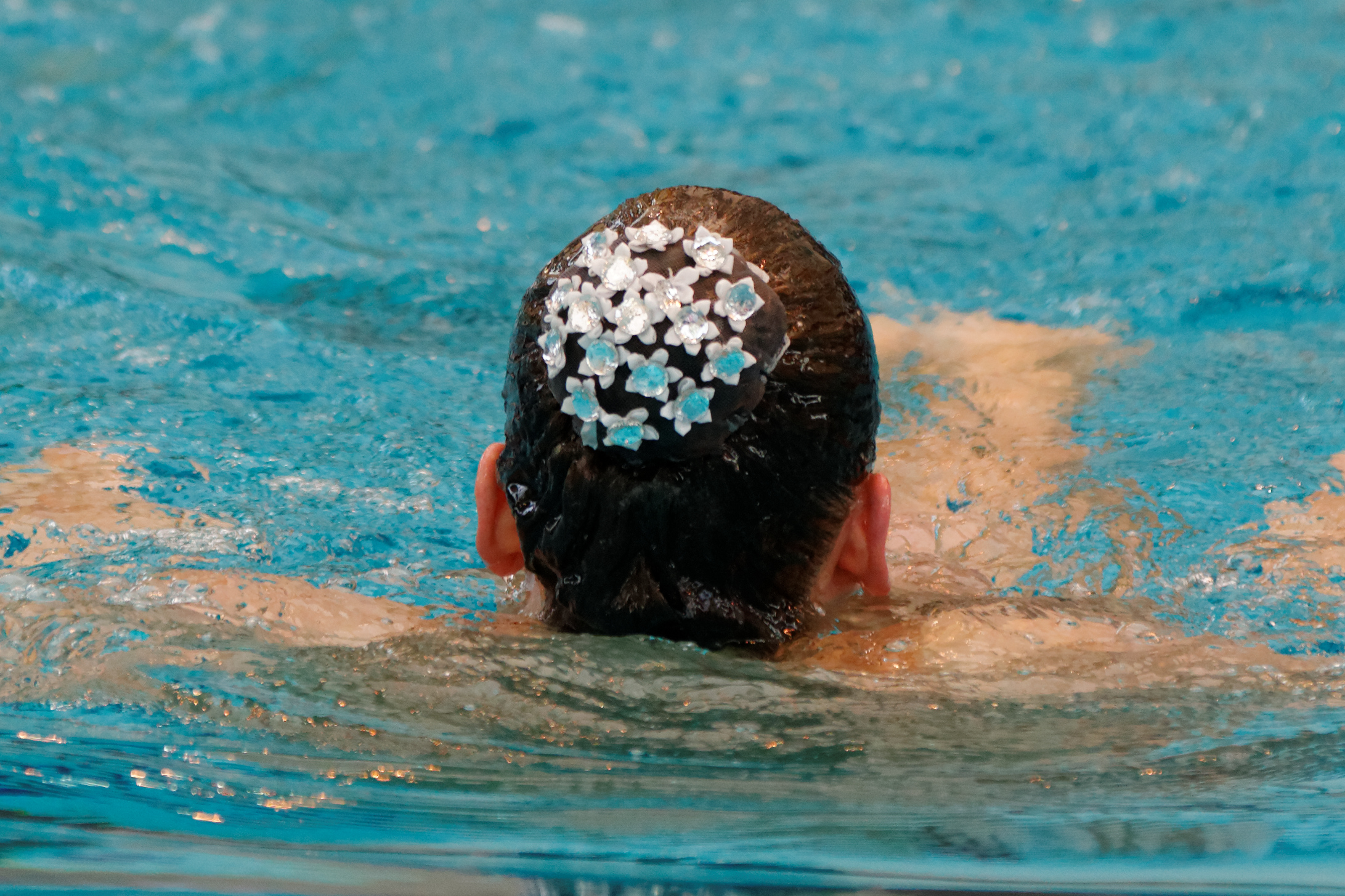
Die deutsche Synchronschwimmerin Amelie Ebert bei einem Wettkampf 2013 in Montreuil. Der fixierte Haarschmuck dient sowohl funktionalen als auch gestalterischen Zwecken.

Das Haarstyling im Kunstschwimmen ist speziell auf die Anforderungen des Sports abgestimmt. Anders als in anderen Wassersportarten wie Schwimmen, Wasserball oder Tauchen, bei denen Badekappen getragen werden, bleibt das Haar im Kunstschwimmen aus ästhetischen Gründen meist unbedeckt. Haarschmuck, der sich im Wasser lösen und davontreiben könnte, ist untersagt. 
Eine besondere Herausforderung im Synchronschwimmen besteht darin, Frisuren so zu fixieren, dass sie auch bei wiederholtem Eintauchen in Wasser stabil bleiben. Hierfür verwenden Athletinnen häufig Gelatine, die zuvor angerührt und auf das Haar aufgetragen wird. Diese Methode bietet einen dauerhaften Halt und ist im Synchronschwimmen weit verbreitet. Bei Wettkämpfen wird die Gelatine oft gemeinsam in einem großen Topf erwärmt, den die Sportlerinnen sich teilen und aus dem sie die Gelatine selbst entnehmen. Die Schweizer Synchronschwimmerin Svea Ursprung beschrieb die Anwendung mit den Worten: „Was der Konditor als glänzenden Abschluss auf die Torten streicht, streichen wir uns für den Kürwettkampf in die Haare.“ Durch diese Technik bleibt die Frisur auch unter Wasser dauerhaft stabil und wird nicht zerstört. Das Haar wird streng nach hinten gekämmt, zu einem festen Dutt gebunden und oft mit zahlreichen Haarnadeln befestigt. Anschließend wird Gelatinepulver mit heißem Wasser angerührt und mit einer Bürste ins Haar eingearbeitet. Dabei werden einzelne Strähnen geglättet und festgesetzt, sodass das Haar auch unter Wasser seine Form behält. Nach dem Einarbeiten der Gelatine werden anschließend Haarschmuck und Kopfbedeckungen befestigt.
Die kanadische Synchronschwimmerin Claire Scheffel erklärte: „Es kann sehr stressig sein, wenn Haare ausfallen oder die Kopfbedeckung abrutscht. Wir müssen wirklich alles an Ort und Stelle halten“. Die Haltbarkeit der aufgetragenen Gelatine hängt unter anderem von der Wassertemperatur ab. Nach Angaben der US-amerikanischen Synchronschwimmerin Daniella Ramirez löst sich das Gel bei wärmerem Wasser schneller auf, weshalb ein kühleres Becken bevorzugt werde.
Das Entfernen der ausgehärteten Masse nach dem Wettkampf kann bis zu 45 Minuten in Anspruch nehmen. Zur Entfernung der Gelatine sind häufig umfangreiche Kämmanstrengungen und die Anwendung von heißem Wasser notwendig, da Rückstände zu Haarausfall führen können. Beim morgendlichen Training verzichten die Sportler meist auf die Verwendung von Gelatine und tragen stattdessen Badekappen. Zum Schutz vor UV-Strahlung wird auf dem Gesicht oftmals weißes Zinkoxid aufgetragen.
Japanische Synchronschwimmer begannen in den 1980er Jahren, zur Fixierung ihrer Haare während des Wettkampfs Gelatine zu verwenden. Zuvor kamen herkömmliche Haarstylingprodukte zum Einsatz, die mit zahlreichen Haarnadeln befestigt wurden. Die Umstellung auf Gelatine erleichterte die Handhabung erheblich. Mitte der 1990er Jahre führte ein improvisierter Einsatz auf einer Inlandsreise dazu, dass die Mannschaft auf eine besser lösliche Gelatineform aufmerksam wurde. Seither wird diese Art der Zubereitung bevorzugt verwendet und hat sich als Standard etabliert.
Die US-amerikanische Synchronschwimmerin Keana Hunter beschrieb in der Vogue, dass ihr Team bevorzugt einen eng geflochtenen Dutt trage, der mit zahlreichen Haargummis, Haarnadeln und Haarnetzen fixiert werde. Anschließend werde die Gelatine in erhitztem Zustand ins Haar gekämmt, wobei sie die Konsistenz von Honig habe.
Bei den Olympischen Sommerspielen 2024 in Paris sorgte das französische Team mit auffällig gestalteten Badehauben für Aufmerksamkeit: Auf deren Rückseite waren realistische Gesichtszüge abgebildet, die die optische Illusion von Rückseiten-Gesichtern erzeugten und gezielt als performatives Stilmittel eingesetzt wurden.

## Bekleidung und Make-up

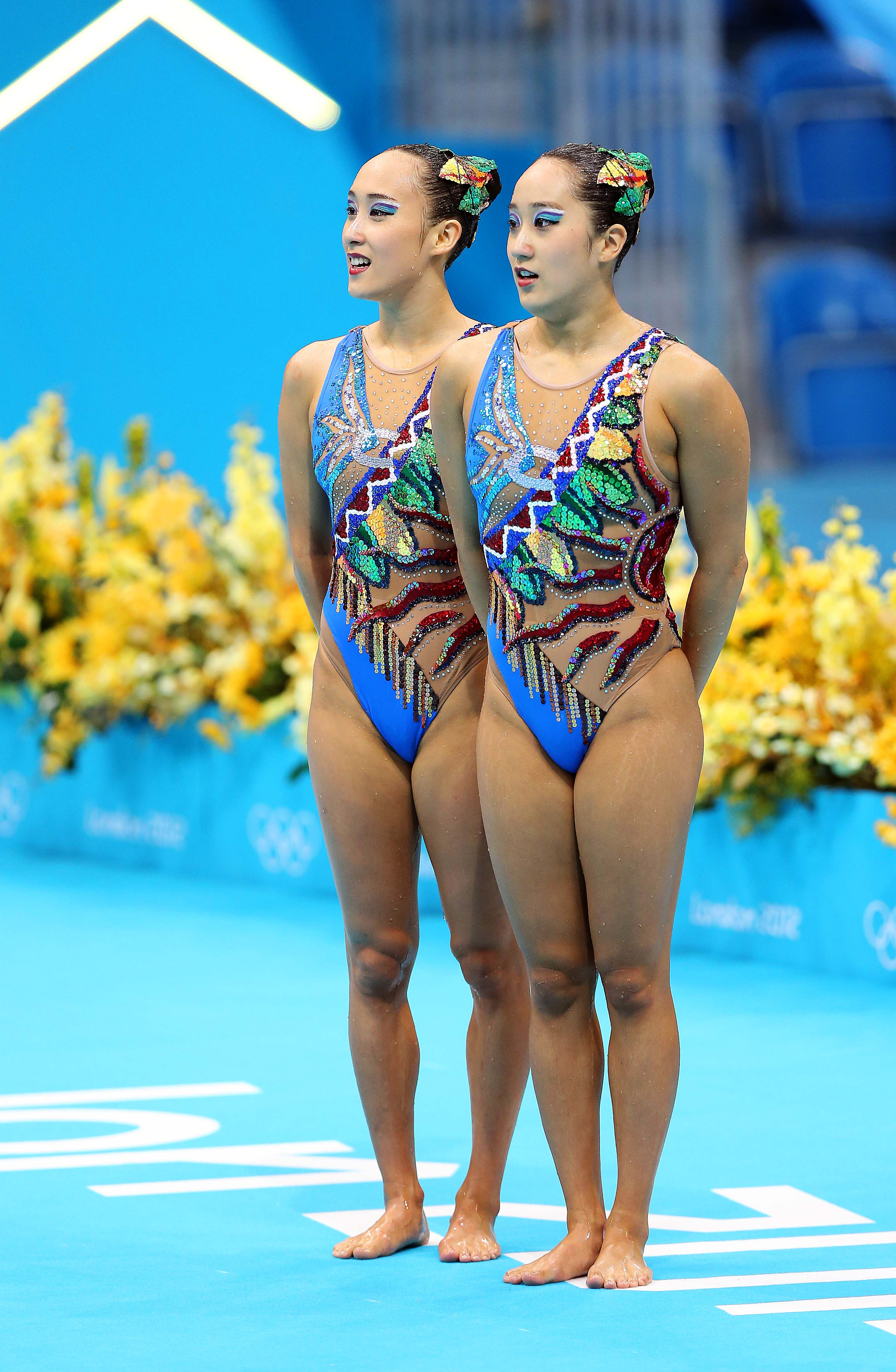
Park Hyun-ha und Park Hyunsun (Südkorea) nach ihrem Duett im Synchronschwimmen bei den Olympischen Sommerspielen 2012 in London. Die durchnässten, glitzernden Wettkampfanzüge sind Teil der ästhetischen Gesamtwirkung.

Das Make-up der Synchronschwimmerinnen muss speziell auf die besonderen Bedingungen des Wassers abgestimmt sein. Es kommen überwiegend handelsübliche, jedoch wasserfeste Kosmetikprodukte zum Einsatz, um eine möglichst lange Haltbarkeit während der Wettkampfperformance zu gewährleisten. Ein besonderes Augenmerk liegt dabei auf der Verwendung von wasserfester Wimperntusche, da herkömmliche Mascara schnell verwischen kann. Der kanadische Synchronschwimmverband legte fest, dass der Durchmesser des Augen-Make-ups den Kreis, der durch das Aneinanderlegen von Daumen und Zeigefinger der Athletin gebildet wird, nicht überschreiten darf. Diese Regelung wurde als Reaktion auf besonders großflächige Schminktechniken eingeführt.
Das wasserfeste Make-up im Synchronschwimmen erinnert in seiner Gestaltung teils an Bodypainting. Häufig werden kräftige Farben und betonte Konturen verwendet, damit Gesichtsausdruck und Mimik auch aus der Entfernung für Kampfrichter und Publikum gut erkennbar bleiben. Aspekte von Make-up und Styling im Kunstschwimmen finden auch in populären Medien Beachtung.
Auch Lippenstift wird verwendet, um die Gesichtsausdrücke klarer sichtbar zu machen.
Synchronschwimm-Kostüme sind kunstvoll gestaltet und oft mit Kopfaccessoires sowie Verzierungen wie Strasssteinen, Pailletten und 
Swarovski-Kristallen versehen. Sie werden speziell entworfen und an die jeweilige Choreografie der Mannschaft angepasst, um die visuelle Wirkung der Darbietung zu unterstützen. Die Kostüme bestehen aus hochwertigen, elastischen Materialien, die uneingeschränkte Bewegungsfreiheit im Wasser gewährleisten. Die Gestaltung reicht von farbenfrohen Kostümen, die beispielsweise vom brasilianischen Karneval inspiriert sind, bis hin zu eleganten und auf die Darbietung abgestimmten Varianten. Diese Kostüme sind ein wesentlicher Bestandteil internationaler Wettkämpfe im Synchronschwimmen. Bei den Olympischen Sommerspielen 2024 in Paris präsentierten viele Teams besonders aufwendig gestaltete Kostüme. Die Wettkampfanzüge waren teils thematisch inszeniert und enthielten visuelle Motive wie Vögel, Schmetterlinge, Roboter, Schachfiguren oder glitzernde Boxhandschuhe.
Männliche Synchronschwimmer verzichten in der Regel auf Haarschmuck, Make-up und dekorative Elemente, was häufig als Ausdruck traditioneller Geschlechterrollen und einer bewussten Abgrenzung vom klassischen Erscheinungsbild des Synchronschwimmens interpretiert wird.
Der Weltverband FINA legte im Kunstschwimmen verbindliche Vorschriften für Bekleidung und Styling fest. Männliche Athleten dürfen bei Wettkämpfen ausschließlich Badebekleidung tragen, die den Bereich vom Bauchnabel bis zum Knie abdeckt. Starkes Make-up ist untersagt. Beispielsweise war einem männlichen Synchronschwimmer bei seinem WM-Debüt der Einsatz eines Anzugs mit Krawatte untersagt; stattdessen trug er eine schlichte Badehose mit Pailletten sowie eine Nasenklammer. Der Deutsche Schwimmverband legte fest, dass die Bekleidung im Kunstschwimmen für einen sportlichen Wettkampf angemessen sein muss und keinen übertriebenen Eindruck von Nacktheit erwecken darf, da dies für die Disziplin als unpassend gilt. Theatralisches Make-up ist nicht gestattet, während natürliches Make-up erlaubt ist, sofern es die Persönlichkeit der Athletin oder das Thema der Kür unterstützt.
Bezüglich des Make-ups besagt das USA Artistic Swimming Rulebook 2024, dass Theaterschminke unzulässig ist. Erlaubt ist hingegen dezentes Make-up, das die individuelle Ausstrahlung der Athletin sowie das Thema der Darbietung unterstreicht. Schmuck, der herabhängt, muss vor Beginn der Kür entfernt werden; lediglich unauffällige Ohrstecker sind gestattet.
In Japan gelten für Synchronschwimmerinnen und Wasserspringerinnen strenge Vorgaben hinsichtlich ihres äußeren Erscheinungsbildes. Während das Tragen von Nasenklammern und glitzernden Wettkampfkostümen weiterhin erlaubt ist, untersagte eine Regelung des japanischen Schwimmverbandes lackierte Fingernägel, gefärbte Haare und sichtbare Ohrlöcher. Die Vorschrift trat am 1. April 2010 in Kraft und wird mit dem Ziel begründet, ein diszipliniertes Auftreten der Athletinnen zu wahren und eine zu starke Annäherung an popkulturelle Stilmittel zu vermeiden.
In den letzten Jahren hat die Bedeutung von starkem Make-up im Synchronschwimmen abgenommen. Ein Artikel der Washington Post weist darauf hin, dass der Schwerpunkt zunehmend auf der sportlichen Leistung und der athletischen Präsentation liegt, während der Einsatz aufwändiger Schminktechniken zurückgeht.

## Historische Entwicklung

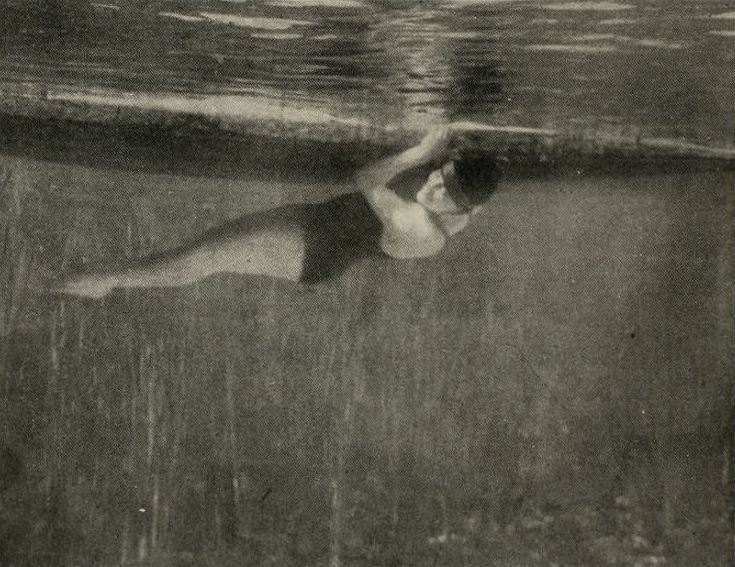
Annette Kellerman bei einer Unterwasservorführung (1920)

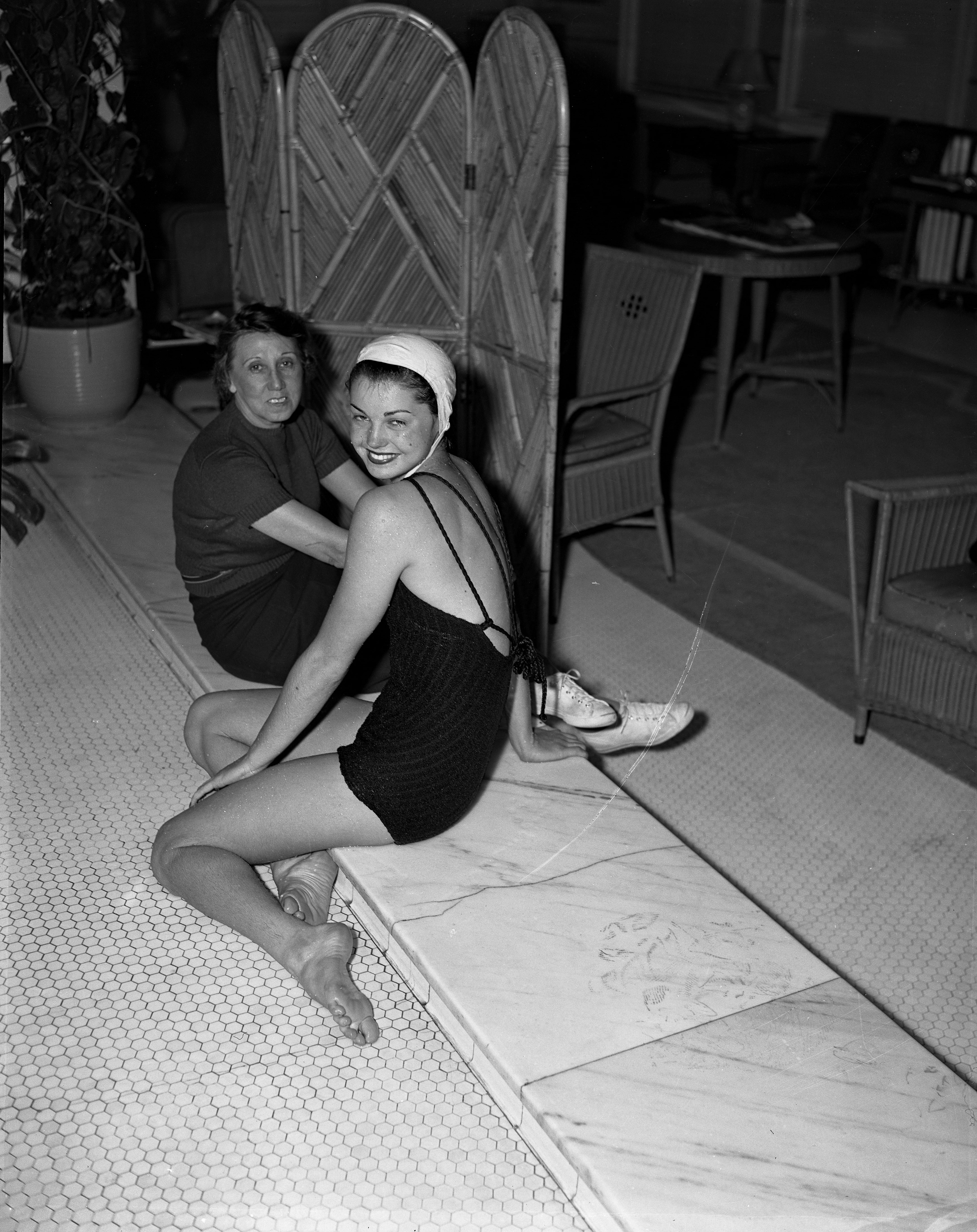
Esther Williams in Badeanzug, Los Angeles, 1939 – ein ikonisches Bild aus der Schwimm-Ära vor dem Aufstieg des Synchronschwimmens.

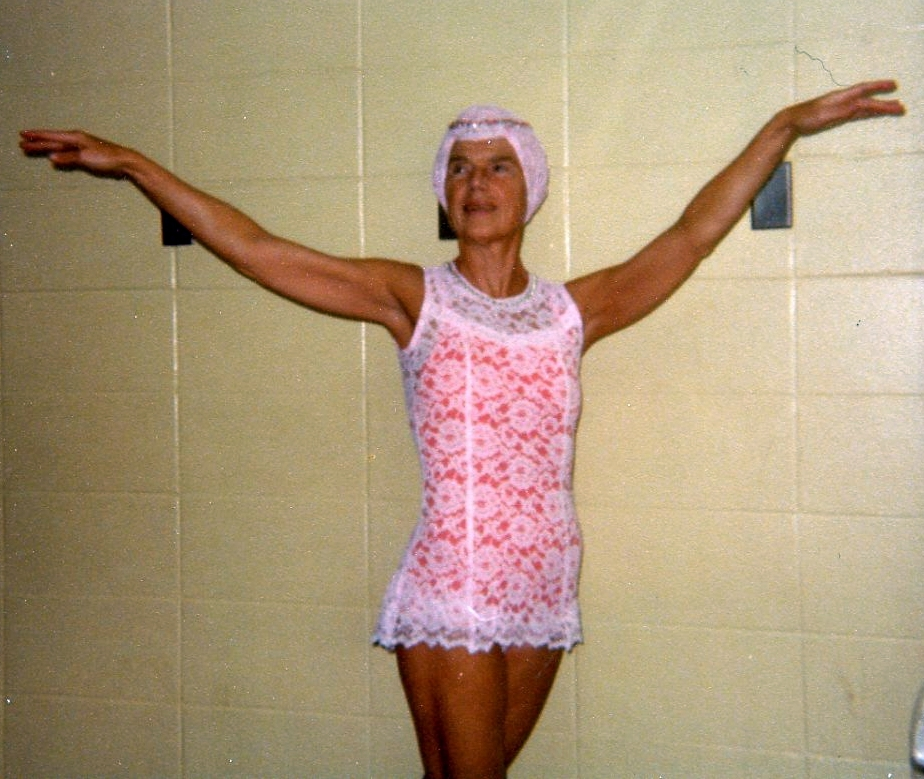
Beulah Gundling, US-Synchronschwimmerin und Choreografin, bei einer landbasierten Performance 1977 in Illinois mit typischem Styling der 1970er Jahre.

Die Wurzeln des Synchronschwimmens reichen bis ins 19. Jahrhundert zurück, als Schwimmerinnen und Schwimmer in sogenannten Wasserballetten choreografierte Schwimmvorführungen präsentierten. Erste einteilige Badeanzüge, wie sie von Pionierinnen wie Annette Kellerman bekannt gemacht wurden, führten zu gesellschaftlichen Diskussionen über Sportkleidung.
In der Frühphase des Schwimmsports wurde Badebekleidung vor allem unter dem Aspekt der Schamhaftigkeit entworfen. Anzüge bestanden aus schwerem Wollstoff und bedeckten weite Teile des Körpers, was die Bewegungsfreiheit im Wasser erheblich einschränkte. Erst mit der Einführung synthetischer Textilien konnten funktionale, körpernahe Anzüge entwickelt werden, die sowohl den hydrodynamischen Anforderungen als auch gestalterischen Aspekten gerecht werden.
Bereits in der Frühphase des Synchronschwimmens zwischen den 1920er- und 1950er-Jahren – etwa im kanadischen Ontario – spielte das Schönheitsideal eine zentrale Rolle bei der Popularisierung des Sports. Da Synchronschwimmen damals noch um Anerkennung als Wettkampfsport rang, nutzten Trainer und Athletinnen bewusst ästhetische Elemente, um das öffentliche Interesse zu steigern. Diese Orientierung an weiblicher Körperinszenierung erfolgte im Kontext einer sich etablierenden Schönheitskultur, die das äußere Erscheinungsbild betonte. Unterstützt wurde die Entwicklung zudem durch nationale Gesundheitskampagnen, die den Sport als Mittel zur Förderung eines gesunden und zugleich ansprechenden Frauenbilds propagierten.
Hollywood-Musicals wie Million Dollar Mermaid und Dangerous When Wet mit Esther Williams sorgten in den 1950er-Jahren dafür, dass das Synchronschwimmen zumindest eine kleine, aber begeisterte Anhängerschaft gewann.
Bereits bei der olympischen Premiere des Synchronschwimmens 1984 in Los Angeles stand das auffällige äußere Erscheinungsbild der Athletinnen im Fokus der öffentlichen Wahrnehmung. Kritische Stimmen zogen Vergleiche zu den choreografierten Hollywood-Wassershows der 1940er Jahre, etwa unter der Regie von Busby Berkeley, die durch Esther Williams bekannt wurden. Die Kombination aus starkem Make-up, streng frisierten Haaren, paillettenbesetzten Badeanzügen und konstantem Lächeln ließ die eigentliche sportliche Leistung in den Hintergrund treten – obwohl es sich um eine technisch wie körperlich äußerst anspruchsvolle Disziplin handelt.